# Lauresses
Lauresses é uma comuna francesa na região administrativa de Occitânia, no departamento de Lot. Estende-se por uma área de 23,73 km². Em 2010 a comuna tinha 262 habitantes (densidade: 11 hab./km²).